# 秋桜 (山口百恵の曲)
「秋桜」（コスモス）は、1977年10月1日にリリースされた山口百恵の楽曲で、19枚目のシングルである。発売元はCBSソニー。「日本の歌百選」に選ばれている。

## 概要
シンガーソングライターのさだまさしが作詞・作曲を手掛けた作品である。
1977年当時、山口は阿木燿子・宇崎竜童によるいわゆるツッパリ路線の楽曲で売り出していたため、本作をリリースした際には山口に対し「なぜさだの曲を歌うのか」という疑問の声が多かった。また、さだファンからも「なぜ山口の歌を作るのか」という反響もあったという。さだは、山口には日本的な女性らしい面があるのではないかと考え、あえてそれまでのイメージを一変させるような曲作りを行ったという。
リリースされて3週間余りでオリコンの3位にランクされた。その後、ピンク・レディー「ウォンテッド (指名手配)」とジョー山中「人間の証明のテーマ」に次ぐ5週間3位となり、50万枚近いセールスを記録した。
第19回日本レコード大賞では、本曲によって山口は歌唱賞を、さだは作詞で西条八十賞を受賞した。
翌1978年1月19日に第1回が放送された『ザ・ベストテン』では同回の12位が最高で、10位以内のランクインはならなかった（同じく第1回放送時は次のシングル曲である「赤い絆 (レッド・センセーション)」が11位だった）。

## エピソード
曲を制作したさだは、山口側から依頼を受けてから督促が来るまで約2年間依頼の事実を忘れていたと言い、その後半年かけて完成したと語っている。さだは提供曲のレコーディングには立ち会うことを常としているが、本作のレコーディングの際にはスタジオに立ち会えなかった。さだが電話で「（結婚をテーマにした作品であるため）まだピンと来ないでしょう?」と尋ねた際、当時18歳だった山口は「はい」と正直に答えている。しかしその後、結婚を期に引退するラスト・コンサートの日（1980年10月5日）に「この歌の意味がようやく分かりました」というメッセージをさだに送っている。楽曲は山口のファルセットを発揮するために高音域を選んだ曲作りがなされている。ただし、歌番組での山口はオリジナル・キーのヘ短調よりも長二度落とし、変ホ短調で歌唱していた。
本作は元々「小春日和」というタイトルだったが、曲を聴いたプロデューサーの酒井政利の提案で「秋桜」に変更となった。当初、さだはタイトルの「秋桜」を ”コスモス” と読ませるつもりはなく、本来の和名である ”あきざくら” とするつもりであった（さだは後に短編小説集『解夏』中に「秋桜（あきざくら）」という作品を出す）。本作のヒットにより ”コスモス” というそれまでになかった読み方が広まるようになった。なお、シングルレコードのジャケットに掲載されている歌詞は、さだの自筆によるものである。
嫁ぐ娘が母を想う歌であり、さだは後に同じシチュエーションを母親の視点から歌った作品「秋の虹」（『家族の肖像』に収録）を制作している。さだは自身の楽曲である「雨やどり」や「親父の一番長い日」などと同様に妹の佐田玲子をイメージして詞を書いたが、玲子は一度も結婚しておらず、2021年現在も独身である。
アレンジを担当した萩田光雄によると、ピアノのイントロ演奏が難しく、こともなげに弾いた羽田健太郎の演奏技術が以降、萩田アレンジの基準になったと述べている。
リリースから約半年後、さだがアルバム『私花集』（1978年3月25日リリース）でセルフカバーした。また中森明菜や福山雅治、平原綾香などポップス・演歌・クラシックなどのジャンルを問わず数多くの歌手によりカバーされている。
『NHK紅白歌合戦』では、1992年の第43回、1997年の第48回、2023年の第74回において、さだにより歌唱された。

## タイアップ・その他
- 1982年には、日立マクセル「maxell・エピタキシャルビデオカセット」のCMソングに使用された。
- 1995年には、東映映画『日本一短い「母」への手紙』の主題歌として使用された。
- 2008年12月10日からは、山口の出身地の神奈川県横須賀市にある京急久里浜線京急久里浜駅において接近メロディとして使用されている（付近にある「くりはま花の国」のコスモスをイメージさせる楽曲として採用された）[6]。編曲は塩塚博が手掛けた[7]。

## 収録曲
| 全作詞・作曲: さだまさし。 |              |            |            |          | |      |
| #                          | タイトル     | 作詞       | 作曲・編曲 | 編曲     | 備考 | 時間 |
| 1.                         | 「秋桜」     | さだまさし | さだまさし | 萩田光雄 | | 3:34 |
| 2.                         | 「最後の頁」 | さだまさし | さだまさし | 佐藤準   | レコード盤に記載されている曲名は「最後の頁」であるが、インナー・スリーヴに掲載のさだまさし自筆の歌詞では「最后の頁」となっているため、双方の表記が混在する。 | 4:17 |
| 合計時間:                  | 合計時間:    | 合計時間:  | 合計時間:  | 7:51     | |      |

## 品番
- 1977年10月1日 - EP: 06SH 218（シングル）
- 1989年3月21日 - 8cmCD: 10EH 3182（「Platinum Single SERIES」 片面: 赤い絆 (レッド・センセーション)）
- 1995年11月22日 - 8cmCD: SRDL 4131
- 2004年6月23日 - 8cmCD: MHCL 10036（オリジナル・カラオケ、『花ざかり』 初回紙ジャケ仕様盤）

## 関連作品
秋桜
- 花ざかり
- THE BEST プレイバック
- Again 百恵 あなたへの子守唄
- 33 SINGLES MOMOE
- 山口百恵ベスト・コレクション
- 百恵復活
- 百恵クライマックス
- 山口百惠ベスト・コレクション〜横須賀ストーリー〜
- 百惠辞典
- ベスト・セレクション Vol.2
- GOLDEN J-POP/THE BEST 山口百惠
- 2000 BEST 山口百恵 ベスト・コレクション
- GOLDEN☆BEST 山口百恵 PLAYBACK MOMOE part2
- MOMOE PREMIUM
- 山口百恵ベスト・コレクション VOL.2
- Complete MOMOE PREMIUM
- コンプリート百恵伝説
- GOLDEN☆BEST 山口百恵 コンプリート・シングルコレクション

秋桜（ライブ音源）
- MOMOE IN KOMA
- 百恵ちゃんまつり'78
- 山口百恵リサイタル -愛が詩にかわる時-
- 伝説から神話へ -BUDOKAN…AT LAST-
- MOMOE LIVE PREMIUM

秋桜（ニューアレンジ＆ボーカル別テイク）
- 百恵回帰
- コンプリート百恵回帰

最後の頁
- 花ざかり
- 百惠辞典
- MOMOE PREMIUM
- Complete MOMOE PREMIUM
- コンプリート百恵伝説

最後の頁（ニューアレンジ&ボーカル別テイク）
- 惜春 譜
- コンプリート百恵回帰

## カバーした主なアーティスト
さだまさしによるセルフカバーは『私花集（アンソロジー）』（1978年）、『帰郷』（1986年）および『続帰郷』（1999年）に収録されている。また、ライヴ録音も多数ある。
- 陳麗斯（曲名：七月雨中）『一生享有真爱』（広東語、1978年）
- 薰妮（曲名：我何妨留下）『永恆精選1979』（広東語、1979年）
- 河合奈保子『ブリリアント』（1982年）
- ダーク・ダックス『花詩集』（1984年）
- アルバート・アウ（曲名：秋分）『秋分』（広東語、1988年）
- ヨリンダ・ヤン（曲名：深夜港灣）『甄楚倩』（広東語、1988年）
- 北原ミレイ『20周年アニバーサリィ・ベスト・セレクションⅣ』（1991年）
- ノーランズ （曲名：AUTUMN CHERRY "COSMOS"）『PLAYBACK Part2』（英語、1991年）
- 佐田玲子『本当は泣きたいのに』（1992年）
- 倍賞千恵子『日本のこころ』（1992年）
- 香西かおり『綴織百景VOL.2 花』（1992年）
- 鮫島有美子『秋桜～私の青春のうた2』（1998年）
- 中森明菜『-ZEROalbum- 歌姫2』（2002年）
- FUKUYAMA ENGINEERINING GOLDEN OLDIES BAND（福山雅治）『「福山エンヂニヤリング」サウンドトラック The Golden Oldies』（2002年）
- 福山雅治『山口百恵トリビュート Thank You For…』（2004年）
- 岩崎宏美『Dear Friends II』（2003年）
- 中澤裕子『FOLK SONGS 4』（2003年）
- 宮地真緒「秋桜/夢先案内人」（2003年）
- 島津亜矢『BS日本のうたⅡ』（2004年4月）
- チキンガーリックステーキ『レパートリーズ』（2004年5月）
- ケイコ・リー『山口百恵トリビュート Thank You For…part2』（2005年）
- 徳永英明『VOCALIST』（2005年）
- 平原綾香『From To』（2005年）
- サエラ『あの日にかえりたい』（2007年）
- 河村隆一『evergreen anniversary edition』（2007年）
- 夏川りみ『歌さがし 〜リクエストカバーアルバム〜』（2007年）
- 石原詢子『しあわせ演歌・石原詢子です』（2008年6月4日）、CD-BOX『石原詢子 時代のうた』（2014年11月10日）
- 森山良子『春夏秋冬』（2008年）
- こまつ『こまつの自己紹介』（2008年、DVD）『Session File』（2009年、CD）
- 沢田知可子『歌姫ものがたり』（2009年2月）
- ヘイリー・ウェステンラ『絆』（2009年3月）
- The JADE『手紙』（2009年4月）
- マルシア『hummingbird』（2009年5月）
- 高橋愛『チャンプル①〜ハッピーマリッジソングカバー集〜』（2009年7月）
- 花井悠希『主人公　さだまさしクラシックス』（2010年4月）
- 沢知恵『ライブ・アット・ラカーニャ秋』（2010年）
- やなわらばー『泣唄 笑唄』（2011年）
- 柴田淳『COVER 70’s』（2012年）
- 桜田淳子『Thanks 40 〜青い鳥たちへ』（2013年）
- 雪村いづみ『ゴールデン☆ベスト 雪村いづみ EMI Years』（2013年）
- 佐々木彩夏（ももいろクローバーZ）『5TH DIMENSION』初回限定盤A（2013年） - 2012年11月17日Zepp Tokyoにて開催された、ももいろ夜ばなし第一夜『白秋』第一部のライヴ録音
- ET-KING『ブライダルコレクション!』（2013年）
- 由紀さおり・安田祥子『花コレクション』（2015年）
- 白鳥英美子『うた景色～ひこうき雲～』（2015年）
- 花見桜こうき『花見便り～俺の女唄名曲集～』（2015年）
- May J.『Sweet Song Covers』（2016年）
- 渥美二郎『ニューミュージック ベストカバーズ』（2016年）
- サラ・オレイン『ANIMA』（2017年）
- ティーナ・カリーナ『ひとり昭和歌謡祭 ベストアルバム』（2017年）
- 三浦祐太朗『I'm HOME』（2017年）
- 工藤あやの - シングル「恋ごよみ ～特別盤～」（2017年）
- 海上自衛隊東京音楽隊、三宅由佳莉（編曲：福島弘和） - アルバム『シング・ジャパン ―心の歌―』（2017年）
- 凰稀かなめ『Again-アゲイン-』（2017年）[8]
- 岩佐美咲『美咲めぐり 〜第2章〜』（2019年）
- 林部智史『琴線歌 其の二～はやしべさとし 叙情歌を道づれに～』（2019年）
- 家入レオ - EP『Answer』（2020年）
- 木山裕策『花 麗しき日本の愛唱歌』（2020年）
- おかゆ『おかゆウタ ～カバーソングス～』（2021年）
- 上白石萌音 - トリビュートアルバム『みんなのさだ』（2023年）